# 御嵩口站
御嵩口站（日语：／ Mitakeguchi eki */?）是一個位於日本岐阜縣可兒郡御嵩町中茶園原，屬於名古屋鐵道廣見線的鐵路車站。車站編號是HM09。

## 車站構造
- 1面1線側式月台的地面車站。無人站。

### 配線圖
| ← 新可兒方向    | 御嵩口站 構內配線略圖 | → 御嵩站 |
| 图例 参考文献： |                       |          |

## 相鄰車站
名古屋鐵道
 廣見線（新可兒〜御嵩）
顏戶（HM08）－御嵩口（HM09）－御嵩（HM10）

## 外部連結
- 御嵩口 - 名古屋鐵道